# Hartland, Devon
Hartland é uma aldeia no condado de Devon, no sudoeste da Inglaterra. A sua paróquia inclui também as aldeias pequenas de Stoke e Meddon.
Hoje Hartland é uma aldeia grande que age como o centro de uma zona rural e que tem uma indústria turista local. Até o período da Casa de Tudor, era um porto importante. Fica perto de Hartland Point, o promontório onde a costa de Devon muda de uma direção ao norte (de fronte do Canal de Bristol) a uma direção oeste (de fronte do oceano Atlântico). Há um farol importante no promontório. O porto da aldeia, Hartland Quay, fica ao sul do promontóio; foi construído no século XVI mas foi destruído por uma tempestade em 1887. A torre alta da igreja em Stoke ainda é um ponto de referência significante pelos barcos no Canal de Bristol. O ward eleitoral chama-se Hartland and Bradworthy; no recenseamento de 2011, a sua população era 3.019.